# CA Boca Alumni
Club Atlético Boca Alumni – argentyński klub piłkarski z siedzibą w Isla Maciel, dzielnicy miasta Dock Sud leżącego w obrębie zespołu miejskiego Buenos Aires.

## Historia

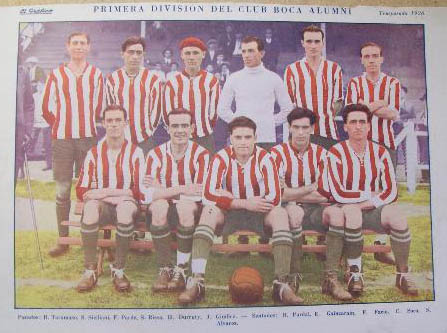
Skład zespołu w 1926 roku

Klub Boca Alumni założony został w 1907 roku. W 1921 roku klub uzyskał awans do pierwszej ligi mistrzostw organizowanych przez federację Asociación Argentina de Football. W pierwszoligowym debiucie w 1922 roku Boca Alumni zajął 9. miejsce.
W 1923 roku klub zajął 21. miejsce, ale w 1924 ponownie było 9. miejsce. Następnie w 1925 było 15. miejsce, a w 1926 10. miejsce. W 1927 doszło do połączenia konkurencyjnych federacji, jednak Boca Alumni nie otrzymał prawa gry w połączonej lidze. Klub już nigdy nie zdołał awansować do najwyższej ligi Argentyny, a w 1935 roku został rozwiązany.
W ciągu 5 sezonów spędzonych w pierwszej lidze Boca Alumni rozegrał 107 meczów, z których 30 wygrał, 27 zremisował i 50 przegrał, uzyskując 87 punktów. Klub zdobył 109 bramek i stracił 150 bramek.
Klub Boca Alumni wystawił jednego piłkarza do składu reprezentacji narodowej na turniej Copa América 1926, gdzie Argentyna zdobyła tytuł wicemistrza Ameryki Południowej. W składzie tej drużyny był piłkarz Boca Alumni Feliciano Perducca.